# Trioxo(η5-pentamethylcyclopentadienyl)rhenium
Trioxo(η5-pentamethylcyclopentadienyl)rhenium ist ein metallorganischer Halbsandwichkomplex des Rheniums. Die Synthese dieses Komplexes stellte die erste vollständige Decarbonylierung eines Carbonylkomplexes unter Bildung des entsprechenden Oxo-Derivats dar.

## Darstellung
Trioxo(η5-pentamethylcyclopentadienyl)rhenium wird in Ausbeuten von bis zu 80 % durch die oxidative Decarbonylierung von Tricarbonyl(η5-pentamethylcyclopentadienyl)rhenium mit 30 %iger Wasserstoffperoxidlösung in Benzol unter Rückfluss erhalten. Also Oxidationsprodukt entsteht Kohlenstoffdioxid.
Die Methode ermöglicht eine einfache Synthese des Komplexes, die Reinigung erfolgt etwa durch Säulenchromatographie und anschließende Umkristallisation aus Hexan-Methylenchlorid-Lösungen. Die lichtinduzierte Luftoxidation des Tricarbonylkomplexes führt ebenfalls zum Trioxokomplex, jedoch in geringerer Ausbeute.

## Eigenschaften
Die Verbindung sublimiert im Hochvakuum bei einer Temperatur von etwa 110 °C ohne Zersetzung. Unter Normaldruck ist die Verbindung stabil bis zu einer Temperatur von etwa 250 °C. Das Molekül weist eine Pyramidenstruktur mit einem symmetrisch gebundenen Pentamethylcyclopentanienyl-Liganden auf. Die Länge der Rhenium-Sauerstoff-Bindung beträgt 170 Picometer, was auf eine Doppelbindung des Sauerstoffs zum Rhenium sowie auf einen starken π-Donatorcharakter des Oxo-Liganden hindeutet.
Bei der Reaktion von Trioxo(η5-pentamethylcyclopentadienyl)rhenium mit Triphenylphosphan entsteht das Dimere (Cp*)2Re204 (Cp* = η5-pentamethylcyclopentadienyl-Ligand) mit terminalen und verbrückenden Sauerstoffliganden. Triphenylphosphanoxid entsteht als Oxidationsprodukt. Der dimere Komplex kann leicht mit Halogenwasserstoffsäuren (HX, X = Fluor, Chlor, Brom) zu Verbindungen der Art Cp*ReOX2 umgesetzt werden. Die entsprechende Iod-Verbindung lässt sich durch die Umsetzung mit Pyridin-Hydroiodid darstellen.
Die Umsetzung von Cp*ReO3 mit Chlor(trimethyl)silan und Triphenylphosphan führt zum Tetrachlorokomplex Cp*ReCl4. Die analoge Umsetzung mit Brom(trimethyl)silan führt zum Tetrabromokomplex Cp*ReBr4. Die beiden Tetrahalogenokomplexe sind durch Hydrolyse in den Dihalogneno-Oxo-Komplex Cp*ReOX2 überführbar.